# Роберт Мілліган Мак-Лейн
Роберт Мілліган Мак-Лейн (нар. 23 червня 1815 — пом. 16 квітня 1898) — американський політик, військовий офіцер і дипломат. Він був послом США в Мексиці, Франції та Китаї, був членом Палати представників США від 4-го округу штату Меріленд, головою Національного комітету Демократичної партії та 39-м губернатором штату Меріленд.

## Молодість і військова кар'єра
Мак-Лейн народився у Вілмінгтоні, штат Делавер, у 1815 році в сім'ї Луїса Мак-Лейна та Кетрін Мері Мілліган. Місце його народження, будинок Луїса Мак-Лейна, додали до Національного реєстру історичних місць у 1973 році. Він здобув середню освіту в приватній школі під керівництвом квакера Джона Буллока. Вищу освіту здобув в коледжі Святої Марії в Балтиморі, штат Меріленд. Після призначення батька послом в Англії, родина переїхала до Європи. Його відправили в коледж Бурбон у Парижі для подальшої освіти, там він познайомився з маркізом де Лафаєтом. Його старшим братом був Луїс Мак-Лейн, колишній президент Wells Fargo & Co.
Мак-Лейн і його сім'я повернулися до США у 1833 році, коли батька призначили міністром фінансів. Того ж року президент Ендрю Джексон зарахував Мак-Лейна до Військової академії США у Вест-Пойнті, яку він закінчив у липні 1837 року у званні молодшого лейтенанта артилерії армії США. У 1837 році Мак-Лейна з полком під командуванням генерала Томаса Джесапа направили до Флориди під час Семінольської війни, а у 1838 році його передислокували на захід під командуванням генерала Вінфілда Скотта.
У 1838 році його перевели до Корпусу інженерів армії США під керівництвом генерала Закарі Тейлора. У 1841 році його відправили до Північних озер для оглядових робіт, а також до Європи для дослідження дамб і дренажних систем у Нідерландах та Італії. Перебуваючи в Європі, він познайомився зі своєю майбутньою дружиною Джорджиною Уркгарт, яка народила йому двох дітей. Мак-Лейн пішов у відставку у 1843 році, щоб продовжити вивчення права, і того ж року його прийняли до адвокатури. Після цього він почав практику в Балтиморі.

## Політична та дипломатична кар'єра

### Початок політичної кар'єри та обрання до Конгресу
У 1845 році Мак-Лейна обрали представником від Балтимора до Палати делегатів штату Меріленд після успішної кампанії за президента Джеймса Полка роком раніше. У 1846 році Мак-Лейн балотувався до Конгресу та переміг свого опонента від вігів Джона П. Кеннеді з перевагою у 500 голосів. Через два роки його переобрали та він обіймав цю посаду з 4 березня 1847 по 3 березня 1851 року. У Конгресі Мак-Лейн здобув репутацію виняткового оратора, і під час другого терміну його обрали головою Комітету з торгівлі. Він не був кандидатом на повторне висунення у 1850 році. Після перебування в Конгресі Мак-Лейн переїхав на захід США та став радником гірничодобувної корпорації, яка займалася юридичною діяльністю, що стосувалася власності в Каліфорнії. Він залишався на Заході до 1852 року, коли повернувся до Меріленду як президентський вибірник Франкліна Пірса.

### Посол у Китаї та Мексиці

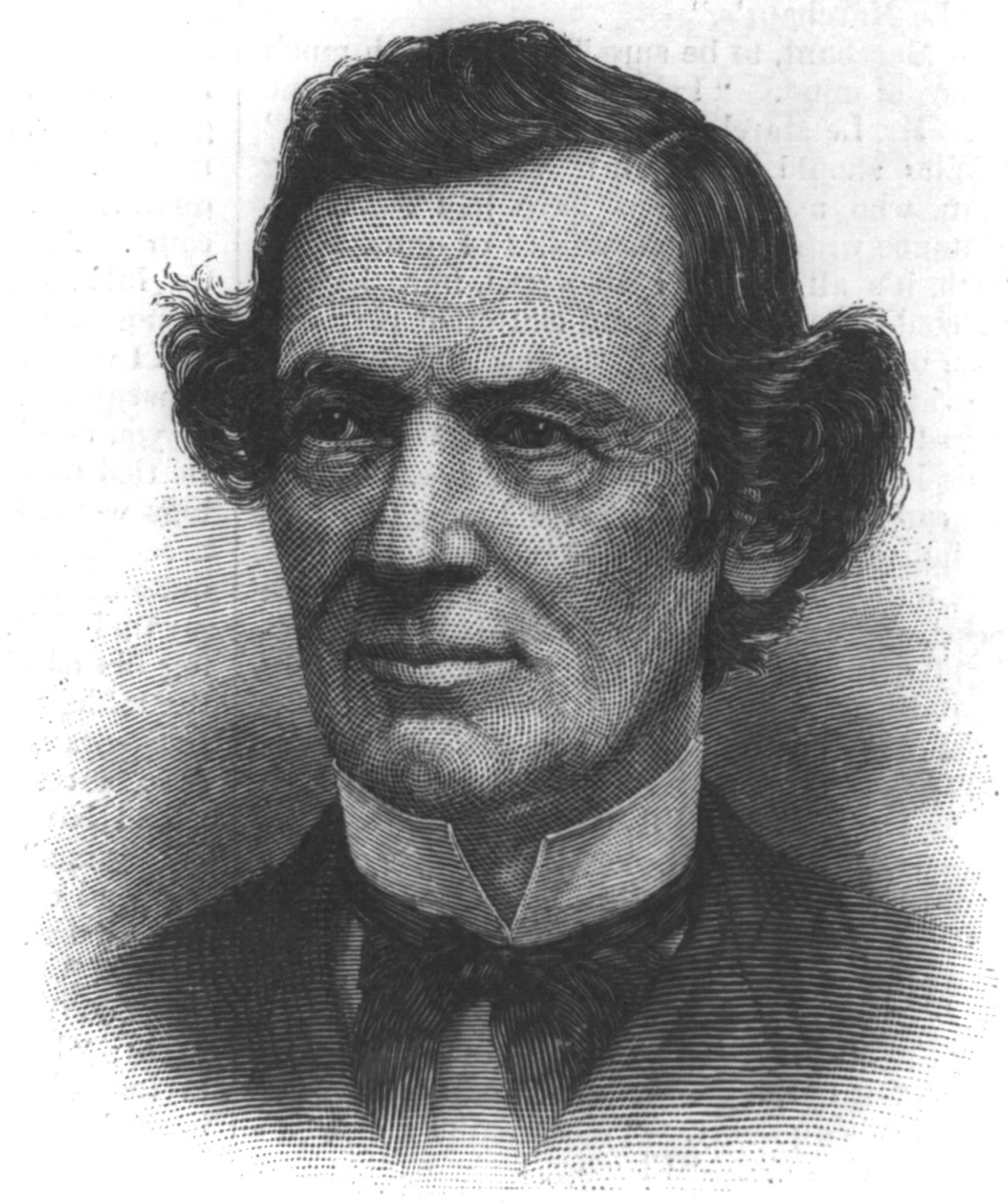
Роберт Мілліган Мак-Лейн

У 1853 році, під час Тайпінського повстання, президент Пірс призначив Мак-Лейна уповноваженим представником у Китаї з повноваженнями повноважного посланника, а також акредитованим в Японії, Сіамі, Кореї та Кохінхіні. Попри громадянську війну, Мак-Лейну наказали забезпечити комерційні відносини між Китаєм і США, а також вести переговори з повстанцями, зберігаючи при цьому дипломатичні відносини з імперським урядом. Він успішно відновив торгові відносини між обома країнами, але у 1854 році повернувся до США через слабке здоров'я. На батьківщині він відновив свою політичну діяльність, став делегатом Національного з'їзду Демократичної партії у 1856 році, під час якого підтримав майбутнього президента Джеймса Бьюкенена.
У 1858 році США та Мексика розірвали дипломатичні відносини, після чого в Мексиці спалахнула громадянська війна. Мак-Лейна призначили надзвичайним посланцем і уповноваженим міністром у Мексиці 7 березня 1859 року. Йому доручили визначити, чи уряд Беніто Хуареса, опозиційного до імператора, гідний визнання. Він також вів переговори, як посол, щодо Договору Маклейна-Окампо, який мав розширити транзитні права США через перешийок Теуантепек, включно з концесією на міжокеанічний канал. Однак, Сенат США не ратифікував договір. Мак-Лейн залишив посаду посла в Мексиці 22 грудня 1860 року.

### Громадянська війна в США та повернення до Конгресу
Під час Громадянської війни в США федеральний уряд при президенті Авраамі Лінкольні примусово заборонив штату Меріленд приєднуватись до Конфедерації. Мак-Лейн як член делегації, направленої до Вашингтона, округ Колумбія, мав поставити під сумнів дії федерального уряду. Мак-Лейн особисто вважав, що федеральний уряд не мав конституційного права примушувати Меріленд до покори, але вирішив разом з рештою делегації, що Меріленд не повинен відокремлюватись. Протягом решти частини війни Мак-Лейн зосередив свою увагу на юридичній практиці, оскільки взимку 1863 року його призначили радником Західно-Тихоокеанської залізниці.
Ще тривалий час після закінчення Громадянської війни Мак-Лейн займався юридичною практикою та не повертався в політику до Національного з'їзду Демократичної партії у 1876 році. У 1877 році він увійшов до Сенату штату Меріленд, як представник від міста Балтімор. Він залишив Сенат штату у 1879 році, щоб знову балотуватися на виборах до Конгресу. Він досяг успіху і пропрацював два терміни з 4 березня 1879 року по 3 березня 1883 року. Під час свого першого терміну в Конгресі він був головою Комітету з тихоокеанських залізниць.
Згідно з газетою «Athen's Post» від 22 березня 1861 року, Мак-Лейн привернув увагу на першу сторінку, коли звернувся до аудиторії, яка тішилася його виступом: «Клянуся живим Богом, річка Саскуеханна почервоніє від крові… Я присягаю своїм життям і серцем йти з вами… Для чого? Запобігти жодній людині перетнути Меріленд для виконання законів США». Як і багато інших, Мак-Лейн наповнював натовп ненавистю та страхом, багато бравади, але ті люди, які наповнювали натовп таким чином, насправді не робили нічого, крім того, що змушували інших вдиратися та вбивати, в той час, як вони знаходили способи уникнути реальної битви.

### Губернатор штату Меріленд і посол у Франції
У 1883 році Демократична партія Меріленда висунула Мак-Лейна на посаду наступного губернатора штату Меріленд. На виборах Мак-Лейн легко переміг свого опонента-республіканця Гарта Бентона Голтона з перевагою в 12 000 голосів. Під час його перебування на посаді було прийнято кілька важливих законодавчих актів, зокрема створення Бюро статистики та трудової інформації та встановлення універсального стандарту часу в усьому штаті. Мак-Лейн пропрацював губернатором лише понад рік, з 8 січня 1884 року до своєї відставки 27 березня 1885 року, після того отримав призначення президента Гровера Клівленда уповноваженого міністра США у Франції.
Для виконання своїх обов'язків Мак-Лейн переїхав до Франції зі своєю дружиною, з якою він познайомився там багато років тому. Він влаштувався на постійній основі в Парижі та проживав там після закінчення терміну перебування на посаді посла у 1889 році через погіршення здоров'я дружини. Його власне здоров'я почало погіршуватися у 1891 році, ставши критичним у 1898 році, того року він помер. Його тіло повернули до Балтимора та поховали на цвинтарі Грінмаунт.
Він успадкував членство Ордена Цинцінната в штаті Меріленд у 1858 році, у 1885—1899 роках очолював його. На його честь назвали Устричні поліцейські сили штату Меріленд («Устричний флот») та пароплав «Губернатор Р. М. Мак-Лейн», який служив у штаті з 1884 по 1945 роки з нетривалим періодом участі у Першій світової війні.

## Додаткова література
- Robert Milligan McLane, Reminiscences, 1827—1897 (1903) online
- Frank F. White, Jr., The Governors of Maryland 1777—1970 (Annapolis: The Hall of Records Commission, 1970), 201—205.